# São Vicente (Abrantes)
São Vicente era una freguesia portuguesa al municipi d'Abrantes, a la província de Ribatejo, a la Regió del Centre (Região das Beiras) i a la subregió del Médio Tejo, amb una superfície de 38,20 km² i 11.622 habitants (2011).
Llarga i estreta, la freguesia de São Vicente inclou la meitat nord de la ciutat d'Abrantes i l'àrea rural que és relativament gran, se situa al nord d'aquesta. Té com a veïns els municipis de Sardoal, al nord-est, i les freguesias de Carvalhal al nord, Alferrarede a l'est, São João al sud-est, São Miguel do Rio Torto al sud, Tramagal al sud-oest, Rio de Moinhos i Aldeia do Mato a l'oest i Souto al nord-oest. Està en la ribeira del costat dret del riu Tajo al llarg de dos límits amb São Miguel do Rio Torto i Tramagal.
En el marc de la reforma administrativa nacional de 2013, va ser fusionada amb la freguesia de São João i Alferrarede per donar lloc a una nova, Abrantes e Alferrarede.

## Patrimoni
- Pòrtic de l'esglèsia del Convento da Esperança (teatro velho) i el pati (antic claustre) des las três cisternas que es troba a prop
- Esglesia de San Vicente <small id="mwHQ">/ Igreja de São Vicente</small>
- Runes del Convento de Santo António, a Quinta da Arca, i l'aqüeducte
- Casa na Rua do Marquês de Pombal, 1
- Casa na Rua do Actor Taborda, 54
- Ermita de Santa Ana<small id="mwJw">/ Ermida de Santa Ana</small>
- Casa na Rua de D. Miguel de Almeida, 23
- Casa na Rua do Paço Real (D. JoãoIV), 43 - Palácio Almada
- Casa na Travessa do Pacheco, 6
- Casa na Rua do Actor Taborda, 18
- Casa na Rua do Actor Taborda, 40
- Casa na Rua da Boga, 10 e 12 (Comptes d'Abrantes)
- Casa na Rua da Boga, 42 (Comptes d'Abrantes)
- Casa na Rua José Estêvão, 35
- Casa na Rua José Estêvão, 3
- Casa na Rua José Estêvão, 28
- Casa na Rua José Estêvão, 47
- Casa na Rua da Feira, 8 (Dr. Oliveira)
- Nichos Padrões
- Ermita de San Lorenzo <small id="mwRA">/ Ermida de São Lourenço</small>
- Hospital da Misericórdia de Abrantes
- Igreja da Misericórdia de Abrantes
- Casa da Câmara Municipal de Abrantes
- Casa na Rua do Actor Taborda, 56
- Casa na Rua do Actor Taborda, 20
- Casa na Rua do Actor Taborda, 42
- Casa na Rua da Boga, 44 (Comptes d'Abrantes)
- Casa na Rua José Estêvão, 37
- Casa na Rua José Estêvão, 3-A
- Casa na Rua José Estêvão, 30
- Casa na Rua José Estêvão, 49
- Casa na Travessa do Pacheco, 8
- Cine-Teatro São Pedro